# Gournay-sur-Marne
Gournay-sur-Marne là một xã trong vùng hành chính Seine-Saint-Denis, thuộc tỉnh Val-d'Oise, quận Le Raincy, tổng Noisy-le-Grand. Tọa độ địa lý của xã là 48° 51' vĩ độ bắc, 02° 34' kinh độ đông. Gournay-sur-Marne nằm trên độ cao trung bình là 40 mét trên mực nước biển, có điểm thấp nhất là 37 mét và điểm cao nhất là 61 mét. Xã có diện tích 1,68 km², dân số vào thời điểm 1999 là 5925 người; mật độ dân số là 3526 người/km².

## Thông tin nhân khẩu
| 1936  | 1946  | 1954  | 1962  | 1968  | 1975  | 1982  | 1990  | 1999  |
| ----- | ----- | ----- | ----- | ----- | ----- | ----- | ----- | ----- |
| 1 477 | 1 423 | 2 141 | 3 218 | 3 922 | 4 285 | 4 220 | 5 486 | 5 925 |